# Adam Rich
Adam Rich (New York, 12 ottobre 1968 – Los Angeles, 7 gennaio 2023) è stato un attore statunitense, principalmente noto per il ruolo di Nicolas Bradford nel telefilm La famiglia Bradford.

## Biografia
Esordì ancora bambino nel 1977, nella prima serie del telefilm La famiglia Bradford, che gli diede notorietà internazionale e che interpretò fino alla conclusione nel 1981. Successivamente recitò come guest star in altre serie televisive statunitensi, come Love Boat, CHiPs, Fantasilandia, L'uomo da sei milioni di dollari, A cuore aperto e Baywatch. Negli anni le sue interpretazioni si ridussero, fino all'abbandono definitivo delle scene nel 1993. Rich soffrì di dipendenza da alcol e da droghe, e venne arrestato per guida in stato di ebbrezza e per furto.
Nel 1996 la rivista Might con sede a San Francisco, diede la notizia della morte per omicidio di Adam Rich; si trattava in realtà di una provocazione (col consenso e la partecipazione attiva dello stesso Rich), votata a dimostrare, quantomeno nelle intenzioni degli ideatori, il feticismo necrofilo del pubblico statunitense. Il caso viene raccontato nei dettagli in un capitolo del romanzo L'opera struggente di un formidabile genio di Dave Eggers, che della rivista in questione è stato un fondatore.
È morto il 7 gennaio 2023 nella sua casa di Los Angeles per un errore di dosaggio di un analgesico (fentanyl).

## Filmografia parziale

### Cinema
- Il diavolo e Max (The Devil and Max Devlin), regia di Steven Hilliard Stern (1981)

### Televisione
- La famiglia Bradford (Eight Is Enough) - serie TV, 112 episodi (1977-1981)
- Codice rosso fuoco (Code Red) - serie TV, 13 episodi (1981-1982)
- La famiglia Bradford: Festa di compleanno (Eight Is Enough: A Family Reunion), regia di Harry Harris – film TV (1987)

## Doppiatori italiani
Nelle versioni in italiano delle opere in cui ha recitato, Adam Rich è stato doppiato da:
- Fabrizio Mazzotta in La famiglia Bradford (st. 1)
- Fabrizio Manfredi in La famiglia Bradford (st. 2-6)
- Massimiliano Manfredi in Codice rosso fuoco
- Stefano Crescentini in Il diavolo e Max

## Riconoscimenti
- Young Hollywood Hall of Fame (1970's)
- Young Artist Award (1979)